# نقش عشق
نقش عشق فیلمی به کارگردانی شهریار پارسی‌پور و نویسندگی شهریار پارسی‌پور، هادی سیف محصول سال ۱۳۶۹ است.

## خلاصه داستان
دو جوان دانشجو در موزه هنرهای معاصر، به تابلویی بدون امضا برمی‌خورند که گفته می‌شود کار دو نقاش قهوه‌خانه ای است. دو دانشجو به تحقیق دربارهٔ زندگی و آثار آن دو نقاش می‌پردازند و با پیگیری و مراجعه به اعضای خانواده، دوستان و شاگردان آنها، به اطلاعاتی از زندگی خصوصی آن دو هنرمند دست می‌یابند. "استاد محمد" با همکاری دوستش "استاد حسین" نقاش تابلوهای
قهوه‌خانه ای می‌کشیده است. پس از رکودِ کار و ممنوعیت نقاشی آیینی در دوران رضاشاه، همچنان به کشیدن نقاشی ادامه می‌دهد. تا این که زنی که به او تابلویی سفارش می‌دهد و استاد محمد دلبسته آن زن می‌شود. از آن پس خیال زن لحظه ای نقاش را رها نمی‌کند. استاد محمد پس از ملاقات با اساتید دیگر درمی یابد که آنان نیز طرحهای مشابهی کشیده‌اند…

## بازیگران و نقشها
| بازیگر           | نقش                 |
| ---------------- | ------------------- |
| جهانگیر الماسی   | استاد محمد          |
| حسین محجوب       | حسین آقا            |
| فریبا کوثری      | خورشید              |
| الیزا جوهری      | جوانی عالیه         |
| هرمز سیرتی       | مش صفر              |
| منوچهر حامدی     | حاج علی             |
| مهری مهرنیا      | ماه ننه             |
| پرویز شاهین خو   | مرشد                |
| رسول نجفیان      | نوازنده             |
| رضا کیکاوسی      | محمد بربر           |
| امیر پایور       | استاد اسمعیلی       |
| محمود مشروطه     | استاد یحیایی        |
| شاهرخ دستورتبار  | نقاش                |
| اختر رستگار      | عالیه پیر           |
| هستی صبورنکو     | کودکی عصمت          |
| رخساره نهانی     | جوانی عصمت          |
| بهروز هنربخش     | مسوول خانه هنرمندان |
| احمد غفارمنش     | استاد موزه          |
| کیومرث کمالی نیا | ناصر                |
| محمدرضا مدبر     | حمید                |